# Psittacula caniceps
Il parrocchetto delle Nicobare (Psittacula caniceps) è un uccello della famiglia degli Psittaculidi. Affine al parrocchetto pettorosso, ma con testa completamente grigia con segni neri dalla cera all'occhio e dal sottogola al collo, completamente verde per tutto il resto del piumaggio, ha una taglia attorno ai 56 cm ed è localizzato nelle isole Nicobare, nell'oceano Indiano. I due sessi si diversificano per la colorazione del becco: rosso nel maschio e nero per la femmina.